# Tournoi de tennis de Rye Brook
Le tournoi de Rye Brook est un ancien tournoi de tennis masculin professionnel du circuit ATP.
Il a été organisé à seulement 2 reprises en 1987 et 1988 sur surface dure en extérieur.

## Palmarès messieurs

### Simple
| No | Date       | Nom et lieu du tournoi | Catégorie | Dotation | Surface    | Vainqueur      | Finaliste       | Score         |  |
| -- | ---------- | ---------------------- | --------- | -------- | ---------- | -------------- | --------------- | ------------- |  |
| 1  | 24-08-1987 | Nynex Open, Rye Brook  |           | 89 400 $ | Dur (ext.) | Peter Lundgren | John Ross       | 6-7, 7-5, 6-3 |  |
| 2  | 22-08-1988 | Nynex Open, Rye Brook  |           | 93 400 $ | Dur (ext.) | Milan Šrejber  | Ramesh Krishnan | 6-2, 7-6      |  |

### Double
| No | Date       | Nom et lieu du tournoi | Catégorie | Dotation | Surface    | Vainqueurs                 | Finalistes                     | Score         |  |
| -- | ---------- | ---------------------- | --------- | -------- | ---------- | -------------------------- | ------------------------------ | ------------- |  |
| 1  | 24-08-1987 | Nynex Open, Rye Brook  |           | 89 400 $ | Dur (ext.) | Lloyd Bourne Jeff Klaparda | Carl Limberger Mark Woodforde  | 6-3, 6-3      |  |
| 2  | 22-08-1988 | Nynex Open, Rye Brook  |           | 93 400 $ | Dur (ext.) | Andrew Castle Tim Wilkison | Jeremy Bates Michael Mortensen | 4-6, 7-5, 7-6 |  |